# Nathaniel Griffith Lerotholi
Nathaniel Griffith du Lesotho est le chef suprême du Basutoland du 11 avril 1913 au juillet 1939.

## Biographie
Griffith, fils de Lerotholi grandit au domicile de son oncle, Bereng, dans le village de Masite. En 1897, il s'installe à Phamong (en). Un an plus tard, à la demande de son père, Griffith et ses partisans se joignent à la lutte contre Masophie, à Thaba Bosiu, qui ne reconnaît pas l' autorité de Lerotholi.
Après la mort de son frère Letsi II en janvier 1913, il devient son successeur, car le fils unique de ce Letsi, Tau, meurt également peu de temps après (on pense également que Tau n'était pas le fils de Letsi II). Après avoir accédé au trône, il quitte Phamong et fonde son propre village - Matsieng New Town. En 1912, il se convertit de l'anglicanisme au christianisme (église catholique romaine), ce qui fait de lui le premier roi chrétien de Basuto. À partir de ce moment, tous les dirigeants de Basuto suivants seront chrétiens. En octobre 1919, il est le premier  chef suprême du Basutoland à visiter l'Angleterre. Il est fait commandeur de l'Empire britannique (CBE) en 1937. Il meurt en juillet 1939.
Griffith a eu, de Sebueng, un fils dénommé Seeiso (fils unique de sa troisième épouse. Les deux premières épouses étaient restées sans fils). Cette troisième épouse l'a quitté en 1900, puis est revenue en 1903. Sa quatrième épouse a eu également un fils, Bereng Griffith, en 1902. Après sa mort, c'est Seeiso qui lui succède.